# Paracymus
Genre
Synonymes
- Paracymorphus Kuwert, 1888
- Eumetacymus Brèthes, 1922
- Quasiparacymus Marjanian, 2009

Paracymus est un genre de coléoptères de la famille des Hydrophilidae, de la sous-famille des Hydrophilinae et de la tribu des Anacaenini.

## Espèces
Paracymus acutipenis - 
Paracymus aeneus - 
Paracymus alluaudianus - 
Paracymus amplus - 
Paracymus armatus - 
Paracymus atomus - 
Paracymus australiae - 
Paracymus blandus -  
Paracymus cariceti -  
Paracymus chalceolus - 
Paracymus chalceus - 
Paracymus communis - 
Paracymus confluens - 
Paracymus confusus - 
Paracymus corrinae - 
Paracymus decolor - 
Paracymus degener - 
Paracymus delatus - 
Paracymus despectus - 
Paracymus diligens - 
Paracymus dispersus - 
Paracymus elegans - 
Paracymus ellipsis - 
Paracymus evanescens - 
Paracymus exiguus - 
Paracymus fuscatus - 
Paracymus generosus - 
Paracymus giganticus - 
Paracymus gigas -  
Paracymus gracilis - 
Paracymus graniformis - 
Paracymus granulum - 
Paracymus gratus - 
Paracymus incomptus - 
Paracymus inconditus - 
Paracymus indigens - 
Paracymus insularis - 
Paracymus leechi - 
Paracymus limbatus - 
Paracymus lodingi - 
Paracymus metallescens - 
Paracymus maximus - 
Paracymus mexicanus - 
Paracymus mimicus - 
Paracymus minor - 
Paracymus mirus - 
Paracymus monticola - 
Paracymus nanus - 
Paracymus opacus -  
Paracymus orientalis - 
Paracymus ornatus -  
Paracymus ovum -  
Paracymus pacatus - 
Paracymus petulans - 
Paracymus phalacroides - 
Paracymus pisanus - 
Paracymus placidus - 
Paracymus proprius - 
Paracymus pusillus - 
Paracymus pygmaeus - 
Paracymus reductus - 
Paracymus regularis - 
Paracymus relaxus - 
Paracymus restrictus - 
Paracymus robustus - 
Paracymus rufocinctus - 
Paracymus scutellaris - 
Paracymus seclusus - 
Paracymus secretus - 
Paracymus securus - 
Paracymus sedatus -  
Paracymus simulatus - 
Paracymus spangleri - 
Paracymus spenceri -  
Paracymus subcupreus - 
Paracymus tarsalis - 
Paracymus toleratus - 
Paracymus vulgatus - 
Paracymus wattsi -  
Paracymus weiri - 
Paracymus zaitzevi - 
†Paracymus excitatus